# Eugeniusz Czykwin

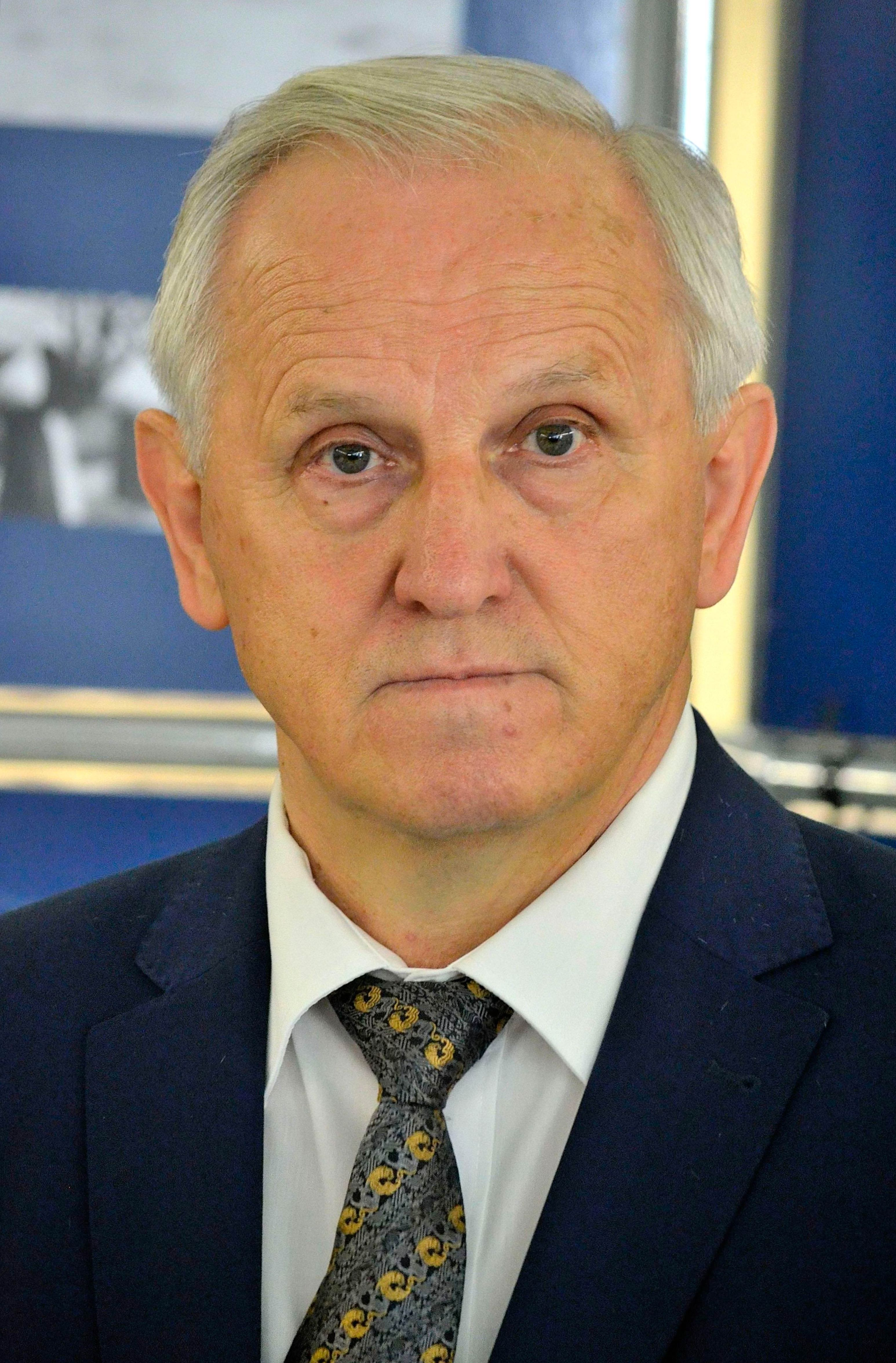
Eugeniusz Czykwin(2015)

Eugeniusz Czykwin (* 12. September 1949 in Orla) ist ein polnischer Politiker und Journalist, er engagiert sich in der orthodoxen und belarussischen Gemeinschaft und war von 1985 bis 1993, von 2001 bis 2015 und von 2019 bis 2023 Abgeordneter im Sejm in der IX. und X. Wahlperiode (Volksrepublik) sowie der I., IV., V., VI., VII. und IX. Wahlperiode (Dritte Republik).

## Leben und Beruf
Czykwin machte 1973 einen Abschluss an der Fakultät für Eisenbahntransport der Technischen Universität Warschau. In den 1980er Jahren arbeitete er in der Bezirksdirektion Białystok der Staatsbahn Polskie Koleje Państwowe.
1980 wurde er Vorsitzender des Theologenkreises Orthodoxer Schulen für Theologen, Laien und Jugendliche (der später als „Bruderschaft der Orthodoxen Jugend“ bekannt wurde), der ersten Massenbewegung orthodoxer Laien im Ostblock. Seit 1985 war er Chefredakteur des Przegląd Prawosławny (Orthodoxe Zeitung), der ersten Zeitung dieses Typs im Nachkriegspolen. Er ist seit 2023 Präsident der Interparlamentarischen Versammlung der Orthodoxie. Er ist mit der Soziologin Elżbieta Czykwin verheiratet. Zudem war er Vizepräsident des Weltverbandes der orthodoxen Jugend „Syndemos“ und ist Vorsitzender des Sozialausschusses zur Unterstützung der Kriegsopfer im früheren Jugoslawien.

## Politik
In den 1980er Jahren wurde er Mitglied des Landesrats der Patriotyczny Ruch Odrodzenia Narodowego (PRON), Präsidiumsmitglied des Woiwodschaftsrates der PRON in Białystok und ein Mitglied des Woiwodschaftsvorstandes der Gesellschaft für Polnisch-Sowjetische Freundschaft in Białystok. In den Jahren 1985 bis 1991 war Czykwin als erster Vertreter der polnischen orthodoxen Gemeinschaft Abgeordneter in der IX. und X. Wahlperiode des Sejms der PRL für die Unia Chrześcijańsko-Społeczna. Dabei wurde er bei der unfreien Wahl 1985 auf der Einheitsliste, die von der Polnischen Vereinigten Arbeiterpartei (PZPR) kontrolliert wurde, und bei den halbfreien Wahlen zum Vertragssejm 1989 auf einem der für die PZPR und ihre Blockparteien reservierten Plätze in den Sejm gewählt.
Bei der ersten vollständig freien Sejmwahl 1991 wurde er für die Liste des Komitet Wyborczy Prawosławnych in das Parlament gewählt. 1991 war er Mitinitiator des Gesetzes über die Beziehungen des Staates mit der Polnisch-Orthodoxen Kirche. 1993 kandidiere er für das Wahlkomitee Prawosławnych zum Senat der Republik Polen, belegte jedoch hinter den gewählten Senatoren Barbara Łękawa und Jan Mulak nur den dritten Platz. Zur Parlamentswahl 1997 organisierte er das Wahlkomitee Stowarzyszenie Słowiańskiej Mniejszości Narodowe der Nationalen Minderheit in der damaligen Woiwodschaft Białystok, das jedoch trotz 5,2 % der Stimmen im gleichnamigen Wahlkreis keinen Kandidaten in den Sejm bringen konnte. Bei den Selbstverwaltungswahlen 1998 wurde er für die Sojusz Lewicy Demokratycznej (SLD), der er 1999 dann auch beitrat, Mitglied des Sejmiks der neugebildeten Woiwodschaft Podlachien. Bei den Parlamentswahlen 2001, 2005, 2007 (auf der Liste des Wahlbündnisses Lewica i Demokraci) und 2011 wurde er für die SLD in den Sejm gewählt. In der IV. Wahlperiode arbeitete er unter anderem an dem Gesetz über Nationale und Ethnische Minderheiten sowie Regionalsprachen mit.
Nach Angaben des Instytut Pamięci Narodowej (IPN) sei Czykwin 1983 von der Służba Bezpieczeństwa als Inoffizieller Mitarbeiter rekrutiert worden. Seit 1997 erklärte Czykwin in seinen Lustrationserklärungen immer wieder, dass er nie IM war. Das Bezirksgericht in Białystok stellte zu seinen Gunsten 2013 auch im zweiten Rechtsgang fest, dass Czykwin keine unzutreffende Lustrationserklärung abgegeben hatte. Bei der Europawahl 2014 kandidierte er für das Wahlbündnis aus SLD und Unia Pracy, das im Wahlkreis Podlachien / Ermland-Masuren aber kein Mandat bekam. 2015 bewarb er sich als unabhängiger Kandidat um ein Mandat im Senat, unterlag aber Tadeusz Romańczuk (PiS). Bei der Parlamentswahl 2019 bewarb er sich als parteiloser Kandidat auf der Liste des Wahlbündnisses Koalicja Obywatelska (KO) erfolgreich um die Rückkehr in den Sejm. Bei der Parlamentswahl 2023 trat er erneut für die KO an, wurde aber nicht wiedergewählt.

## Ehrungen
- 1984 Silbernes Verdienstkreuz der Republik Polen[3]
- 1997 Offizier des Ordens Polonia Restituta[18]